# 朱詮鐕
沁水端懿王朱詮鐕（1455年9月11日—1506年9月25日），明朝沁水安惠王朱幼塐嫡长子，王妃李氏所生。明朝第三代沁水王。

## 生平
天順四年（1460年）二月得賜名。
成化七年（1471年）九月，朱幼塐去世。成化八年（1472年）三月，朱詮鐕奏朱幼塐死後祿米停支，請求仍給賜，獲准。成化十二年（1476年）九月，明宪宗遣駙馬都尉周景、王增、蔡震、安順伯薛珤、南寧伯毛文、清平伯吳璽、廣寧伯劉瓘為正使，中書舍人吳璠、吏部郎中馮遵、戶部郎中劉濟、刑部郎中徐演、禮部員外郎沈熊、兵部員外郎王昭、工部員外郎韓紳為副使，持節冊封朱詮鐕為沁水王。
成化十五年（1479年）五月，禮部奏朱詮鐕先前奏王妃張氏病故，續選李氏為繼妃，已准封沁水王繼妃，朱詮鐕又奏請免遣官冊封，請求以所造冊及冠服等物賜之，宪宗下詔准許。
正德元年（1506年）九月，朱詮鐕去世，明武宗得知其死訊，輟朝一日，按例賜祭葬，諡端懿。
正德五年（1510年）四月，朱詮鐕的嫡長子朱勛瀶受册袭封沁水王。

## 评价
- 《弇山堂别集》卷075：守禮執義，温柔賢善。

## 家庭

### 妻妾
- 王妃張氏
- 繼妃李氏，生朱勛瀶等[8]

### 子孫
- 嫡長子：沁水榮穆王朱勛瀶
- 嫡次子：鎮國將軍朱勛滲，成化二十年（1484年）四月賜名[9]，弘治五年（1492年）二月按制度賜誥命冠服[10]
- 嫡三子：鎮國將軍朱勛漺，弘治元年（1488年）四月賜名[11]，弘治七年（1494年）五月按制度賜誥命冠服
- 嫡四子：朱勛湝，弘治七年（1494年）五月賜名[12]